# TGV POS
El TGV POS o TGV Paris-Ostfrankreich-Süddeutschland (TGV Paris-Este de Francia-Sur de Alemania en alemán) es un tren de alta velocidad que se desarrolló para ser usado por la compañía ferroviaria francesa SNCF en la LGV Est francesa y en las líneas ferroviarias de Alemania, Luxemburgo y Suiza.
Las primeras unidades se pusieron en servicio en 2006 en las líneas París-Luxemburgo y París-Estrasburgo, primero utilizando las líneas ferroviarias tradicionales y desde 2007 utilizando la LGV Est.
No pueden considerarse la cuarta generación de TGV, ya que si bien serán los primeros en circular a 320 km/h, no son los primeros que tienen esta capacidad.

## Servicios
La puesta en servicio de la LGV Est entre Paris Gare de l'Est y Baudrecourt en la región de Lorena se produjo el 10 de junio de 2007.
Los TGV POS comenzaron a prestar servicios utilizando las líneas tradicionales y consecuentemente limitando su velocidad, desde París hasta Metz a partir de junio de 2006 y hasta Estrasburgo a partir de septiembre de 2006.
Todos los trenes TGV POS no se encuentran en servicio desde la inauguración de la LGV Est ya que aún quedan pendientes algunos servicios internacionales, en particular París-Múnich.
A largo plazo los trenes TGV POS deberán ser utilizados para los servicios París-Stuttgart-Múnich. (denominados comercialmente Alleo) y para los servicios París-Basilea-Zúrich (denominados comercialmente Lyria).